# Đogani (album)
Đogani je osmi studijski album grupe Đogani izdat 2005. za City Records. Na albumu je objavljeno osam novih pesama i tri bonus pesme.

## Spisak pesama
1. 200/150
2. Čekaj me kod kolima
3. Jagode sa šlagom
4. Oženi me
5. Panika
6. Skandal
7. Crne oči

1. 1-10 (Beovizija 2004)
2. Miris nedelje (Radijski festival 2004)

izvor: Omot albuma, 

## Pesme

### Čekam te kod kolima
Pošto me već zezaju i šale se na moj račun odlučio sam da iskoristim sve to i napravim zezanje. Tražio sam da mi Kobac i Kon ispričaju viceve o meni i tada sam čuo mnogo novih. Jedan od njih je: U autobusu Đole kaže ženi: Izvini gospođo, zgaziš me.— Đole Đogani
Pesma Čekaj me kod kolima (poznata i kao Čekam te kod kolima) nastala je kao parodija na viceve koji su godinama unazad kružili o Đorđu Đoganiju. Većina njih nastala je zbog Đoganijevih gramatičkih grešaka, ili zbog toga što ne ume da izgovori slovo đ. Đogani je ideju dobio razmišljajući da pošto već zbijaju šale na njegov račun, iskoristi to i od toga napravi zezanje. Zatim je predložio Aleksandru Kobcu i Marku Konu da naprave jednu takvu pesmu, na šta su mu oni rekli da su to odavno hteli da mu predlože, ali su se bojali da će ga uvrediti. Za ideju da spremaju takvu pesmu nisu odmah rekli Vesni Trivić-Đogani (Đoganijeva supruga i pevačica u grupi) koja je nakon što je saznala za to u početku bila protiv takve pesme. Đogani je o snimanju pesme obavestio i svoju bivšu suprugu Slađanu Delibašić koja se spominje u pesmi u rečenici „Ja sam samo Slađin bivši muž“. Prema Đoganijevim rečima, ona je od nekoga čula da se spominje u pesmi i pomislila da je u pitanju neka provokacija, ali joj se pesma dopala nakon što ju je čula. Spot za pesmu snimljen je ispred Beogradske arene, i u njemu se pojavljuje sedamdeset igrača.

## Na albumu su učestvovali
- Vokali: Vesna Trivić-Đogani, Đorđe Đogani
- Aranžmani, snimanje, montaža: Aleksandar Kobac (pesme: 2, 3, 5, 8, 10), Atelje Trag (pesme: 1, 4, 6, 7, 9, 11)
- Tekstovi pesama: Marko Kon (pesma: 5), Pera Stokanović (pesme: 1, 3, 4, 6), Sanja Ćupurdija (pesme: 2, 5, 7, 8)
- Mastering: Oliver Jovanović
- Miksovanje: Aleksandar Kobac (pesme: 2, 3, 5, 8, 10), Atelje Trag (pesme: 1, 4, 6, 7, 9, 11)
- Muzika: Hatama (pesme: 8), Marko Kon (pesma: 5), Pera Stokanović (pesme: 1, 3, 4, 6), Sanja Ćupurdija (pesma: 7), Đogani (pesme: 2, 5)
- Producenti: Aleksandar Kobac (pesme: 2, 3, 5, 8, 10), Atelje Trag (pesme: 1, 4, 6, 7, 9, 11)

## Spoljašnje veze
- Zvanični sajt grupe Đogani
- Đogani, podaci o albumu na